# Poses (Francia)
Poses è un comune francese di 1 157 abitanti situato nel dipartimento dell'Eure nella regione della Normandia.

## Società

### Evoluzione demografica
Abitanti censiti